# 데리야키버거
데리야키버거(テリヤキバーガー 데리야키바가[*])는 주로 데리야키 소스로 양념된 햄버거 패티를 이용한, 일본에서 개발된 햄버거의 한 종류이다. 1973년에 모스버거 회사에서 탄생한 버거이며, 일본의 패스트푸드점에서는 흔한 메뉴로 찾아볼 수 있다. 또한 일본 외에도 사무라이 버거 등의 명칭으로 판매되고 있으며, 2007년 5월 23일부터 미국 대형 햄버거 체인 업체인 칼스 주니어에서 "Teriyaki Burgers"라는 이름으로 판매되고 있다. 모스버거는 1989년에 미국에 진출했지만 2005년에 철수했다.
이 문서에서는 햄버거 이외에 닭고기로 만들어진 것과 샌드위치에 대해서도 기술한다.

## 개요

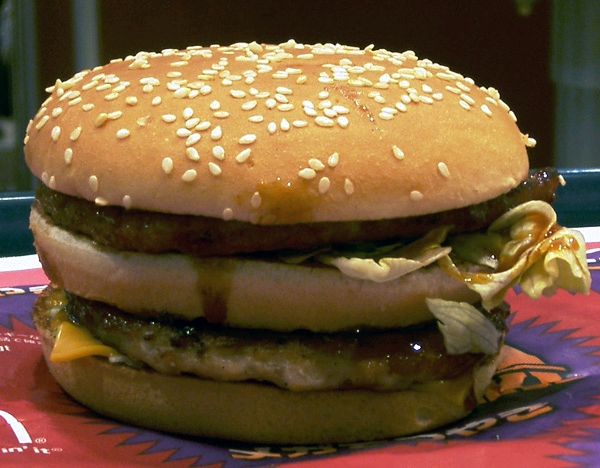
일본 맥도날드의 데리야키 버거

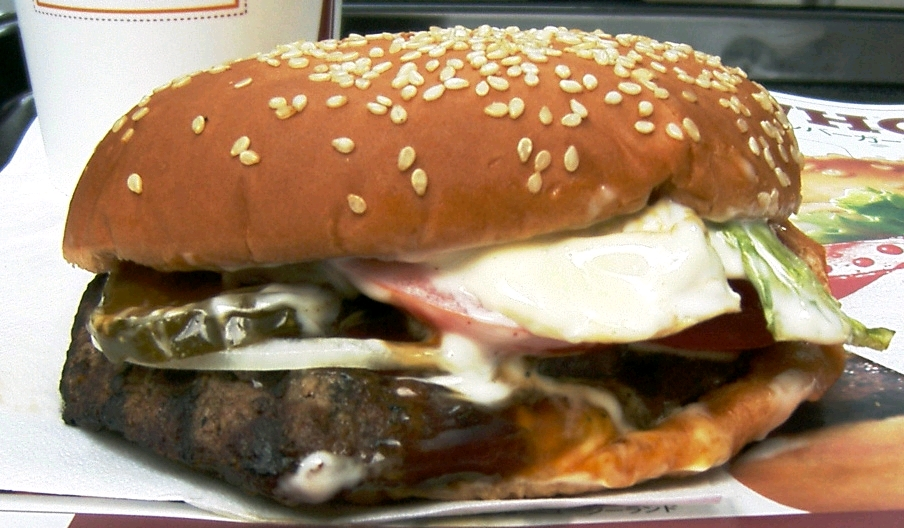
버거킹의 데리야키 터무니

모스버거는 소스가 빵에 베어 축축해지지 않도록, 그리고 맛이 변하지 않도록 새로운 제품을 개발하는데, 상추를 사용하는 등 여러 가지 방면으로 사람들이 연구를 하고 있었다. 모스버거 창업자인 사쿠라다 사토시가 미국의 데리야키와 버거를 먹었던 것이 아이디어가 되어 데리야키와 버거가 합쳐진 "데리야키 버거"가 탄생하게 되었다. 당시에 미국에는 데리야키가 한참 퍼지고 있던 때였다.
데리야키 버거는 모스버거가 사업을 확장하는 데 큰 도움을 주었다. 모스버거의 큰 히트상품으로 이후 외국계 기업인 일본 맥도날드 및 일본 외에서도 홍콩, 마카오 등지에서 "장군버거"라는 이름으로 1989년에 한정판 판매했고, 2007년부터는 일반인에게도 판매되고 있다.
모스버거에서 판매하는 데리야키 버거는 양상추에 마요네즈가 곁들여져있다. 또한 일본 맥도날드에서 판매하고 있는 "데리야키 맥 버거"는 두 가지 소스 (데리야키 소스와 스위트 레몬 소스)를 사용하여 출시 및 판매하고 있으며, 각각 에바라 식품 공업 주식회사, 켄코 마요네즈에서 제조하고 있다.

## 치킨 데리야키를 이용한 버거
모스버거는 닭을 데리야키 조리 방식으로 조리한 고기를 이용한 데리야키 치킨 버거를 판매하고 있다.
또 치킨 데리야키를 이용한 샌드위치는 일본 지하철이나 도토루 커피 등, 다양한 일본의 장소에서 쉽게 찾아볼 수 있는 간식이다.
또한 맥도날드의 제품인 데리야키 치킨 "휘레오"는 치킨 패티를 데리야키 소스에 스며들게 한 것으로 데리야키 조리 방식으로 조리된 것이 아니기 때문에, 데리야키 버거의 한 종류에 포함되지 않는다.

## 논란

### 가루비 버거
일본 맥도날드 사는 2020년 6월에 한정판으로 "가루비 버거"라는 버거를 재출시했는데, 이 버거는 한국의 갈비를 일본의 문화인 것처럼 속여 가져왔다는 논란이 있었다. "굳이 "데리야키 버거"라는 일본어 단어를 사용하지 않고 히라가나로 쓴 "가루비 버거"를 사용했냐"는 비판과, "오래 전부터 출시되었던 버거인데 왜 지금에 와서 이런 논란을 제기하는 거냐"는 반박의 의견도 있었다.

## 참고 문헌
- 菊地武顕 (2013년 11월). 《あのメニューが生まれた店》. 平凡社. ISBN 978-4582634860.